# Burnpur Airport
Burnpur Airport är en flygplats i Indien.   Den ligger i distriktet Barddhamān och delstaten Västbengalen, i den östra delen av landet, 1 100 km sydost om huvudstaden New Delhi. Burnpur Airport ligger 96 meter över havet.
Terrängen runt Burnpur Airport är platt. Runt Burnpur Airport är det tätbefolkat, med 511 invånare per kvadratkilometer. Närmaste större samhälle är Asansol, 5,8 km norr om Burnpur Airport. Trakten runt Burnpur Airport består till största delen av jordbruksmark.